# 大和ハウスライフサポート
大和ハウスライフサポート株式会社（だいわハウスライフサポート）は、日本の有料老人ホーム事業の企画・運営・管理等を行う会社である。大和ハウス工業グループ。設立は2000年(平成12年)10月26日。元々は東京電力の子会社の東電ライフサポートだったが、2012年6月1日付けで大和ハウス工業の子会社となり、社名変更し現在に至る。（社）全国有料老人ホーム協会および特定施設事業者連絡協議会に加盟している。

## 運営・管理している老人ホーム
- もみの樹・杉並
- もみの樹・練馬
- もみの樹・横浜鶴見
- もみの樹・渋谷本町
- ネオ・サミット湯河原
- ネオ・サミット茅ヶ崎